# Short track ai XXIV Giochi olimpici invernali - 500 m femminile
La gara dei 500 metri femminile di short track dei XXIV Giochi olimpici invernali di Pechino è stata disputata il 5 e il 7 febbraio 2022 sulla pista del Capital Indoor Stadium. Vi hanno partecipato 32 atlete provenienti da 15 nazioni.
La competizione è stata vinta dalla pattinatrice italiana Arianna Fontana, mentre l'argento e il bronzo sono andati rispettivamente all'olandese Suzanne Schulting e alla canadese Kim Boutin.

## Record
Prima della competizione il record del mondo e il record olimpico erano i seguenti:
| Record mondiale | 41"936 | Kim Boutin Canada            | 3 novembre 2019 Salt Lake City, Stati Uniti |
| Record olimpico | 42"422 | Choi Min-jeong Corea del Sud | 13 febbraio 2018 Gangneung, Corea del Sud   |

Durante la competizione è stato battuto il seguente record:
| Data       | Evento     | Atleta            | Nazione     | Tempo  | Record          |
| ---------- | ---------- | ----------------- | ----------- | ------ | --------------- |
| 5 febbraio | Batteria 4 | Suzanne Schulting | Paesi Bassi | 42"379 | Record olimpico |

## Risultati

### Batterie
Batteria 1
| Pos. | Atleta               | Nazione     | Tempo  | Note |
| ---- | -------------------- | ----------- | ------ | ---- |
| 1    | Selma Poutsma        | Paesi Bassi | 43"472 | Q    |
| 2    | Florence Brunelle    | Canada      | 43"477 | Q    |
| 3    | Valentina Aščić      | Croazia     | 44"681 |      |
| 4    | Tifany Huot-Marchand | Francia     | 54"758 |      |

Batteria 2
| Pos. | Atleta             | Nazione  | Tempo  | Note |
| ---- | ------------------ | -------- | ------ | ---- |
| 1    | Fan Kexin          | Cina     | 43"275 | Q    |
| 2    | Sof'ja Prosvirnova | ROC      | 43"331 | Q    |
| 3    | Zsófia Kónya       | Ungheria | 43"905 |      |
| 4    | Gwendoline Daudet  | Francia  | 45"515 |      |

Batteria 3
| Pos. | Atleta            | Nazione     | Tempo  | Note |
| ---- | ----------------- | ----------- | ------ | ---- |
| 1    | Kim Boutin        | Canada      | 42"732 | Q    |
| 2    | Petra Jászapáti   | Ungheria    | 42"848 | Q    |
| 3    | Maame Biney       | Stati Uniti | 42"919 | q    |
| 4    | Kamila Stormowska | Polonia     | 44"053 |      |

Batteria 4
| Pos. | Atleta                | Nazione     | Tempo  | Note |
| ---- | --------------------- | ----------- | ------ | ---- |
| 1    | Suzanne Schulting     | Paesi Bassi | 42"379 | Q,   |
| 2    | Alyson Charles        | Canada      | 42"991 | Q    |
| 3    | Arianna Valcepina     | Italia      | 43"070 | q    |
| 4    | Ekaterina Efremenkova | ROC         | 43"140 |      |

Batteria 5
| Pos. | Atleta           | Nazione     | Tempo  | Note |
| ---- | ---------------- | ----------- | ------ | ---- |
| 1    | Arianna Fontana  | Italia      | 42"940 | Q    |
| 2    | Zhang Yuting     | Cina        | 43"233 | Q    |
| 3    | Michaela Hrůzová | Rep. Ceca   | 45"060 |      |
| 4    | Corinne Stoddard | Stati Uniti | -      | DNF  |

Batteria 6
| Pos. | Atleta               | Nazione       | Tempo    | Note |
| ---- | -------------------- | ------------- | -------- | ---- |
| 1    | Choi Min-jeong       | Corea del Sud | 42"853   | Q    |
| 2    | Martina Valcepina    | Italia        | 43"606   | Q    |
| 3    | Patrycja Maliszewska | Polonia       | 44"130   |      |
| 4    | Kathryn Thomson      | Gran Bretagna | 1'06"594 |      |

Batteria 7
| Pos. | Atleta           | Nazione       | Tempo  | Note |
| ---- | ---------------- | ------------- | ------ | ---- |
| 1    | Xandra Velzeboer | Paesi Bassi   | 42"563 | Q    |
| 2    | Qu Chunyu        | Cina          | 42"691 | Q    |
| 3    | Sumire Kikuchi   | Giappone      | 42"829 | q    |
| 4    | Lee Yu-bin       | Corea del Sud | 43"141 |      |

Batteria 8
| Pos. | Atleta         | Nazione     | Tempo  | Note |
| ---- | -------------- | ----------- | ------ | ---- |
| 1    | Kristen Santos | Stati Uniti | 43"579 | Q    |
| 2    | Elena Seregina | ROC         | 43"605 | Q    |
| 3    | Hanne Desmet   | Belgio      | 43"702 | q    |
| 4    | Nikola Mazur   | Polonia     | 43"732 |      |

### Quarti di finale
Quarto di finale 1
| Pos. | Atleta            | Nazione | Tempo    | Note |
| ---- | ----------------- | ------- | -------- | ---- |
| 1    | Kim Boutin        | Canada  | 42"391   | Q    |
| 2    | Arianna Valcepina | Italia  | 42"891   | Q    |
| 3    | Fan Kexin         | Cina    | 1'03"594 |      |
| 4    | Alyson Charles    | Canada  | 1'07"206 | ADV  |
| -    | Florence Brunelle | Canada  | -        | DSQ  |

Quarto di finale 2
| Pos. | Atleta           | Nazione     | Tempo    | Note |
| ---- | ---------------- | ----------- | -------- | ---- |
| 1    | Petra Jászapáti  | Ungheria    | 43"476   | Q    |
| 2    | Elena Seregina   | ROC         | 43"712   | Q    |
| 3    | Maame Biney      | Stati Uniti | 46"099   |      |
| 4    | Selma Poutsma    | Paesi Bassi | 1'07"285 |      |
| -    | Xandra Velzeboer | Paesi Bassi | -        | DSQ  |

Quarto di finale 3
| Pos. | Atleta             | Nazione       | Tempo    | Note |
| ---- | ------------------ | ------------- | -------- | ---- |
| 1    | Arianna Fontana    | Italia        | 42"635   | Q    |
| 2    | Hanne Desmet       | Belgio        | 42"991   | Q    |
| 3    | Zhang Yuting       | Cina          | 54"211   | ADV  |
| 4    | Choi Min-jeong     | Corea del Sud | 1'04"939 |      |
| -    | Sof'ja Prosvirnova | ROC           | -        | DSQ  |

Quarto di finale 4
| Pos. | Atleta            | Nazione     | Tempo  | Note |
| ---- | ----------------- | ----------- | ------ | ---- |
| 1    | Suzanne Schulting | Paesi Bassi | 42"922 | Q    |
| 2    | Qu Chunyu         | Cina        | 43"029 | Q    |
| 3    | Sumire Kikuchi    | Giappone    | 56"092 |      |
| -    | Kristen Santos    | Stati Uniti | -      | DSQ  |
| -    | Martina Valcepina | Italia      | -      | DSQ  |

### Semifinali
Semifinale 1
| Pos. | Atleta            | Nazione | Tempo  | Note |
| ---- | ----------------- | ------- | ------ | ---- |
| 1    | Arianna Fontana   | Italia  | 42"387 | QA   |
| 2    | Kim Boutin        | Canada  | 42"664 | QA   |
| 3    | Elena Seregina    | ROC     | 42"685 | QB   |
| 4    | Alyson Charles    | Canada  | 42"829 | QB   |
| 5    | Arianna Valcepina | Italia  | 44"044 |      |

Semifinale 2
| Pos. | Atleta            | Nazione     | Tempo  | Note |
| ---- | ----------------- | ----------- | ------ | ---- |
| 1    | Suzanne Schulting | Paesi Bassi | 42"475 | QA   |
| 2    | Zhang Yuting      | Cina        | 43"196 | QA   |
| 3    | Petra Jászapáti   | Ungheria    | 43"198 | QB   |
| 4    | Hanne Desmet      | Belgio      | 55"304 | ADVA |
| -    | Qu Chunyu         | Cina        | -      | DSQ  |

### Finali
Finale A
| Pos.    | Atleta            | Nazione     | Tempo  | Note |
| ------- | ----------------- | ----------- | ------ | ---- |
| Oro     | Arianna Fontana   | Italia      | 42"488 |      |
| Argento | Suzanne Schulting | Paesi Bassi | 42"559 |      |
| Bronzo  | Kim Boutin        | Canada      | 42"724 |      |
| 4       | Zhang Yuting      | Cina        | 42"803 |      |
| 5       | Hanne Desmet      | Belgio      | 42"941 |      |

Finale B
| Pos. | Atleta          | Nazione  | Tempo  | Note |
| ---- | --------------- | -------- | ------ | ---- |
| 6    | Elena Seregina  | ROC      | 42"972 |      |
| 7    | Petra Jászapáti | Ungheria | 43"004 |      |
| 8    | Alyson Charles  | Canada   | 43"273 |      |